# Ivar Boye
Ivar Boye (født 17. december 1929, død 1. december 2022) var dansk Rigspolitichef fra 1980 til 1999. Han overtog embedet efter Svend Erling Heide-Jørgensen, der var blevet udnævnt i 1954.